# Núi Nhỏ
Núi Nhỏ hay núi Tao Phùng, có độ cao 170 m, diện tích 120 ha, là một trong hai ngọn núi tại thành phố Vũng Tàu, tỉnh Bà Rịa – Vũng Tàu, ngọn còn lại là Núi Lớn. Núi nằm sát biển, đối diện mũi Nghinh Phong. Núi Nhỏ có hai đỉnh, trên đỉnh cao hơn có ngọn Hải đăng Vũng Tàu được xây từ thời Pháp thuộc, đỉnh thấp hơn có bức Tượng Đức Chúa giang tay nổi tiếng, được khởi xây vào ngày 16 tháng 2 năm 1974. Đường lên ngọn hải đăng được rải nhựa và ô tô có thể lên được còn lối lên tượng Đức Chúa thì chỉ có thể leo bộ qua các bậc tam cấp. Dưới chân núi là con đường ven biển với nhiều khách sạn, nhà hàng, quán cà phê.

## Hình ảnh
|  |  |

### Sách
- Bùi Chí Hoàng (2005). Địa chí Bà Rịa-Vũng Tàu. Nhà xuất bản Khoa học xã hội.
- Kỷ yếu giáo phận Xuân Lộc, 1965-2003. Nhà xuất bản Tôn giáo. 2003.